# Litoprosopus futilis
Litoprosopus futilis är en fjärilsart som beskrevs av Augustus Radcliffe Grote 1868. Litoprosopus futilis ingår i släktet Litoprosopus och familjen nattflyn. Inga underarter finns listade i Catalogue of Life.